# Marco Corner

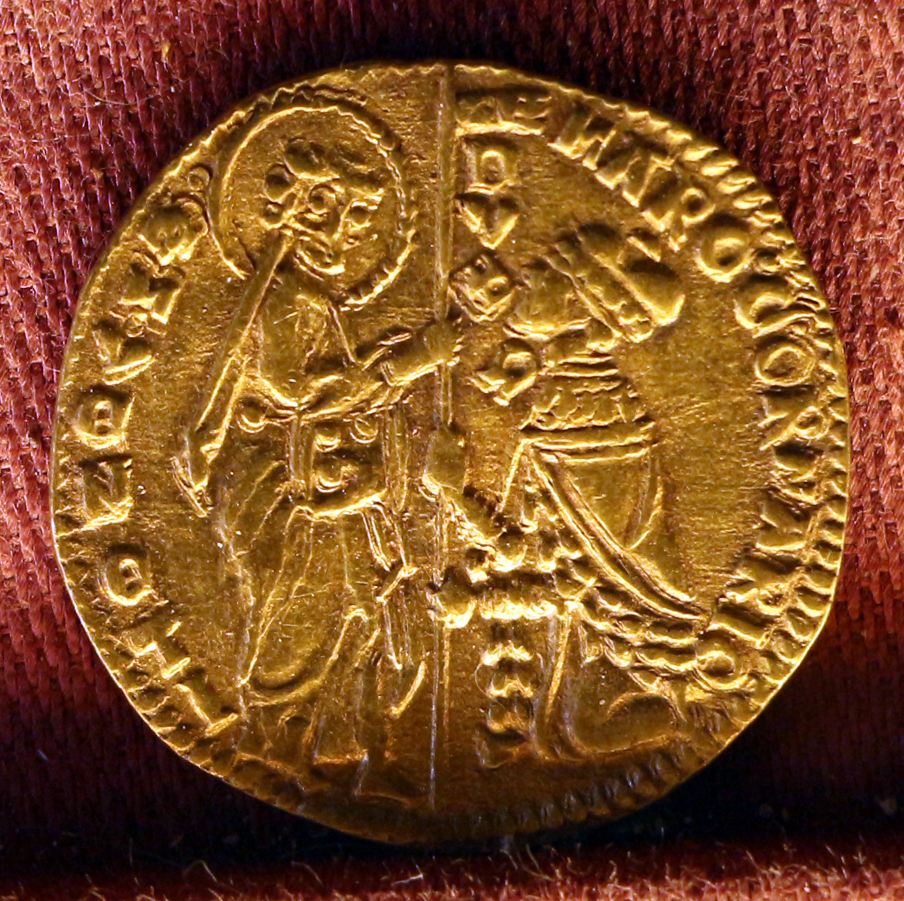
Unter „MARO^{.}CORNARIO“ geprägter Zecchino mit dem Dogen kniend vor dem Evangelisten Markus

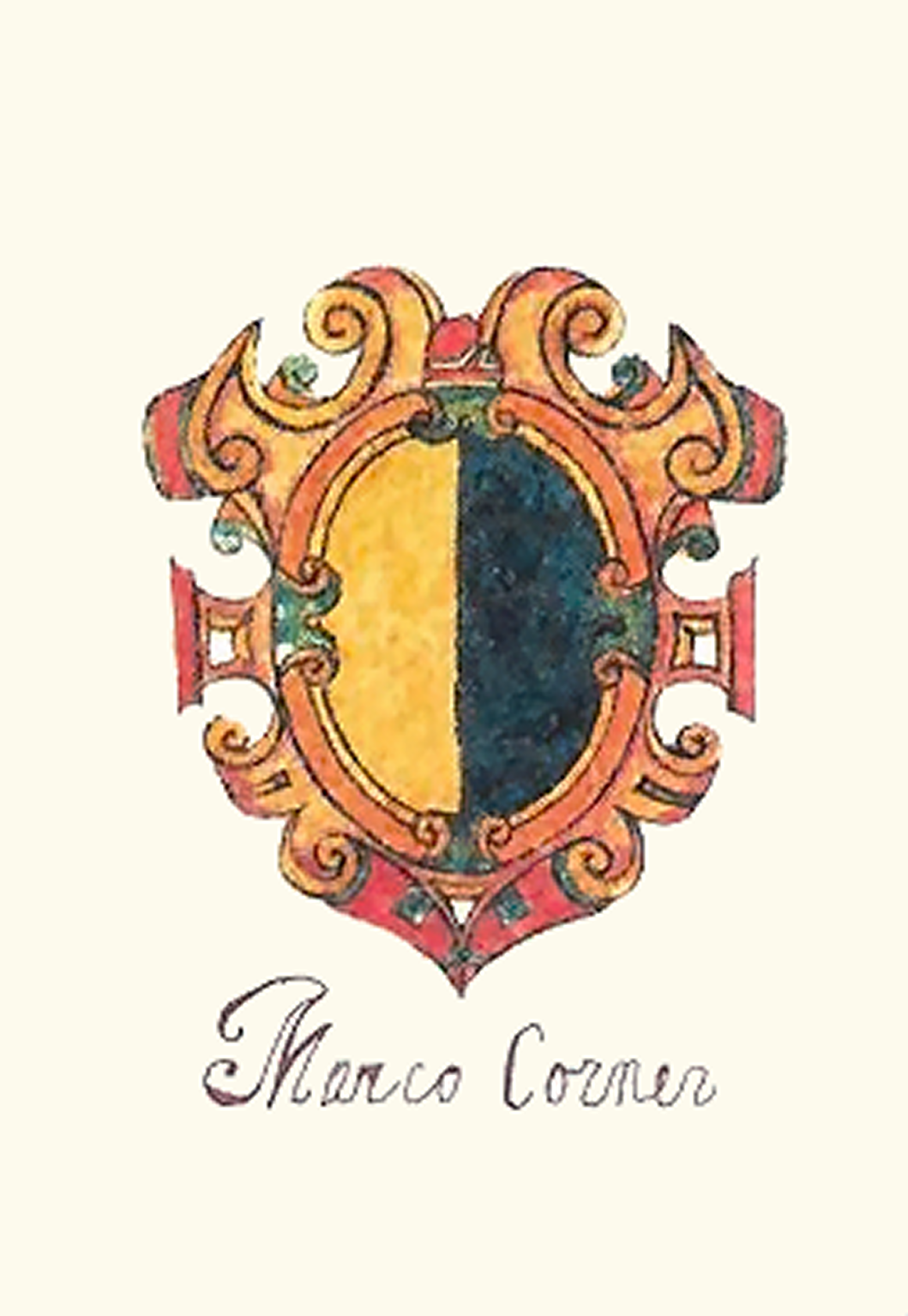
Wappen des „Marco Corner“, frühes 17. Jahrhundert

Marco Corner, auch Marco Cornaro genannt (* 1286 (?); † 13. Januar 1368 in Venedig), war, folgt man der staatlich kontrollierten Geschichtsschreibung der Republik Venedig, ihr 59. Doge. Im Amt war er  von Juli 1365 bis zu seinem Tod. Bereits vom 17. bis zum 21. April 1355 war er nach der Verschwörung des Dogen Marino Falier Vizedoge, bis ein neuer Doge gewählt wurde.
Der in den Rechten gebildete Marco Corner wurde mit zahlreichen diplomatischen Aufgaben betraut. So verhandelte er mit dem König von Ungarn und dem römisch-deutschen Kaiser sowie dem Papst. Darüber hinaus war er zwei Mal Podestà von Padua, Conte von Zara, Duca di Candia, also Statthalter der venezianischen Kolonie Kreta. Er geriet nach einer diplomatischen Reise über eineinhalb Jahre in Gefangenschaft (in Senj). Kurz vor seiner Wahl zum Dogen lehnte er es (aus Krankheitsgründen) ab, sich an der Niederschlagung des Aufstands der venezianischen Siedler auf Kreta zu beteiligen. Wegen der nichtadligen Herkunft seiner zweiten Frau drohte 1365 seine Kandidatur zum Dogen zu scheitern.
Während seiner nur zweieinhalbjährigen Regierungszeit verlor Venedig Besitzungen an Genua und an das Osmanenreich, nachdem bereits 1358 Dalmatien an Ungarn verlorengegangen war. Andererseits gelang es, den Papst dazu zu bewegen, das Handelsverbot mit Ägypten nach zwölf Jahren wieder aufzuheben. Der Ausbau des Dogenpalasts Richtung Seeseite machte bedeutende Fortschritte.

## Familie
Die Corner gehörten zu den alten Familien Venedigs, ihren Stammbaum führten sie bis auf die Römer zurück. Sie waren eine der reichsten Familien, ihr Vermögen hatten sie vor allem durch Geldverleih gewonnen. Die Corner stellten im 17. und 18. Jahrhundert mit dem Dogen Giovanni I., Francesco und Giovanni II. drei weitere Dogen; alle drei waren direkte Nachfahren Marco Corners.

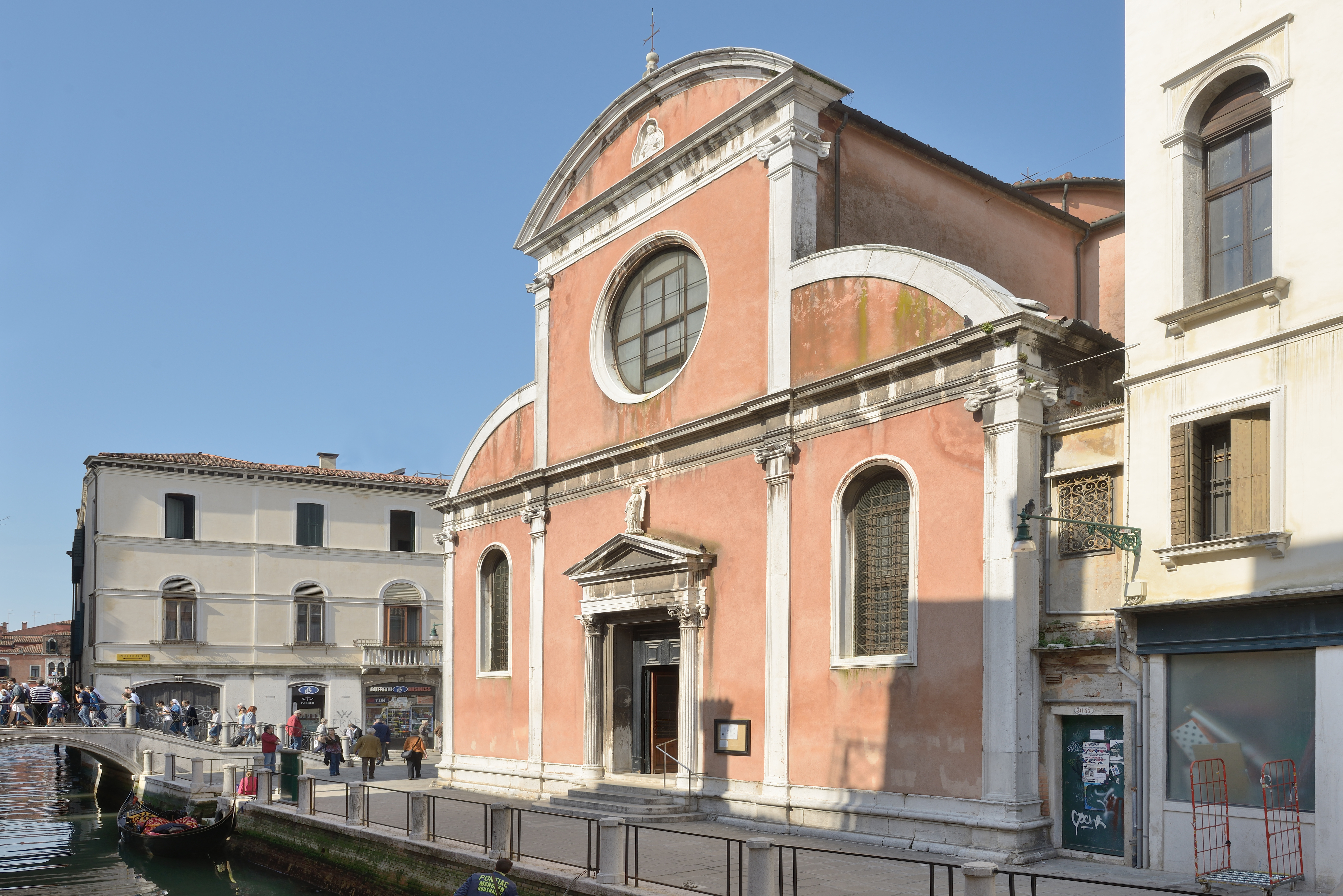
Die Fassade der Kirche San Felice im östlichen Cannaregio mit Blick auf die Fondamenta San Felice, wenig nördlich des Canal Grande; sie wurde ab 1531 völlig umgebaut

Der Zweig der Familie, in den Marco Corner wohl im Jahr 1286 geboren wurde, lebte in den Gemeinden Santi Apostoli und San Felice im Osten des Sestiere Cannaregio. Er war Sohn des Giovanni, der als Gesandter eingesetzt wurde, und der Agnese. Von ihr ist das Testament vom 3. Juli 1348 erhalten. Er hatte fünf Brüder, nämlich Tomaso, Filippo, Pietro, Benedetto und Andrea, der eine Reihe von wichtigen staatlichen Ämtern erhielt.
Marco Corner war in erster Ehe mit der Adligen Giovanna Scrovegni aus Padua verheiratet, Tochter Enrico Scrovegnis, des Erbauers der Scrovegni-Kapelle, mit der er einen Sohn und zwei Töchter hatte. Ihr Todesjahr ist nicht überliefert.
In zweiter Ehe war er mit einer Frau verheiratet, von der nur der Vorname Caterina bekannt ist. Sie entstammte zwar einer alten, jedoch nicht dem Patriziat angehörenden Familie; eine Tatsache, die seine Wahl zum Dogen erschweren sollte. Wahrscheinlich stammte ihre Familie ursprünglich aus Dalmatien. Von ihr sind zwei Testamente überliefert. Eines stammt vom 24. Oktober 1398, das zweite vom 31. Juli 1408. Nach Holly S. Hurlburt hatte das Paar drei Kinder, nämlich Francesco, Andrea und Maddelena. Beigesetzt wurde die Dogaressa 1408 im Grabmal ihres Ehemannes in San Zanipolo.

## Leben

### Diplomatische und militärische Aufgaben (1327/1336)
Corner belegte wohl Kurse an der Rechtsfakultät in Padua, doch ist es unsicher, ob er dort auch den Doktortitel erlangte. Aus seinem Testament, in dem eine private Bibliothek genannt wird, wurde geschlussfolgert, er habe kulturelle Interessen gehabt. Ein Teil der Bücher sollte verkauft werden, den Rest erbte sein Sohn Franceschino.
Eine sichere Überlieferung über Marco Corner setzt erst 1336 ein. Wahrscheinlich war er aber der Dogenberater der in einem Dokument vom 22. Mai 1327 erscheint, wohl auch der Gesandte in Persien (26. Juni 1328), Bailò in Konstantinopel (Februar 1329). Dann gehörte er wohl einer Gruppe von drei Savi an, erfahrenen Männern, die mit Sarazenen im Januar 1332 verhandelten, war wohl im September 1333 Conte von Sebenico in Dalmatien. Die Unsicherheit besteht dadurch, dass es einen gleichnamigen Corner gab, Sohn des Leone, der 1322 als Gesandter in Ravenna und Forlì erscheint.

#### Scaligerikrieg (1336–1339), Podestà von Padua (1337–1338)

Gebiet der Scaligeri von Verona um 1336

1336 nahm Corner am Krieg gegen die Scaligeri teil, der 1339 mit einem Sieg über Alberto II. und Mastino II. della Scala endete. Gemeinsam mit Andreasio Morosini kommandierte er die Kräfte, die zwischen dem 16. und dem 18. Oktober 1336 bis in die Unterstadt Paduas vordrangen.
Vom 1. September 1337 bis Ende Februar 1338 war er Podestà von Padua. Noch am 4. August 1337 war er in Venedig, als dort Marsilio da Carrara, der Gesandte der Scaligeri, im Geheimen die Übergabe Paduas aushandelte.

#### Contevon Zara (1344–1345),Duca di Candia(1347–1348), 3. Genuesenkrieg von 1350–1355 (1352)
Erst am 18. Juni 1340 taucht Corner wieder in den Quellen auf, als Schiedsrichter in einem nicht näher zu fassenden Zusammenhang. Dann erst wieder, diesmal durch die Wahl zum Conte des dalmatinischen Zara am 21. Juni 1344. Als Zara gegen Venedig revoltierte, am 14. Mai 1345, war er noch immer in diesem Amt. Mit den anderen Venezianern floh er in die Zitadelle, aus der er durch Pietro Canale befreit wurde, den die Republik mit fünf Galeeren gegen Zara ausgesandt hatte.
Wieder klafft eine zeitliche Lücke, die erst endet, als Corner 1347 bis 1348 Duca di Candia war, also das venezianische Kreta regierte. Am 10. Mai 1350 ist seine Anwesenheit in Venedig dokumentiert.

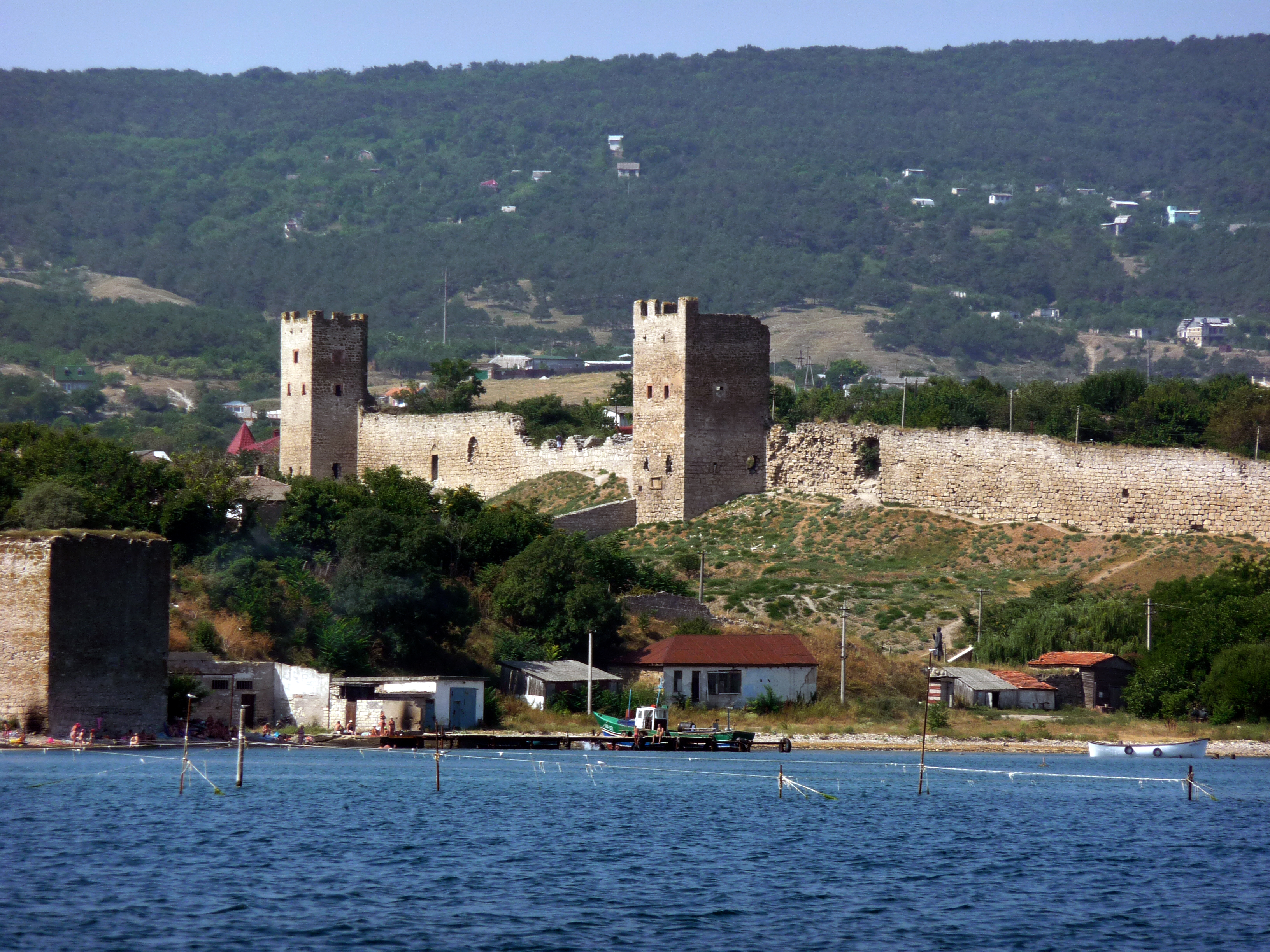
Die genuesische Festungsanlage von Kaffa, heute Feodossija, auf der Krim entstand überwiegend im 14. Jahrhundert

Während des dritten Krieges gegen Genua bekleidete Corner höchste Ämter. Am 1. Mai 1352 beauftragten ihn die Rogati, die man später als Senatoren bezeichnete, mit vier Provveditori all'armata di mare, den Capitano generale Nicolò Pisani zu unterstützen. Der erste unter ihnen sollte Pisani notfalls vertreten. Gewählt wurden Marino Falier, Marino Grimani, Giovanni Dolfin (einer der Prokuratoren von San Marco) und Marco Corner. Die vier Männer brachen am 13. Mai mit erheblichen Geldbeträgen auf. Davon ließen sie vorsichtshalber einen Teil in Ragusa. Am 7. August erreichten sie die kretische Hauptstadt Candia, wo sie Pisani antrafen. Dieser teilte die Flotte auf, wobei einige Schiffe unter Falier fuhren, die andere unter Dolfin. Falier führte sechs Galeeren, die ins Schwarze Meer fuhren und dort mit Erfolg die Genuesen im Hafen von Kaffa attackierten. Mit der übrigen Flotte vereinten sich die Schiffe bei Zypern, von wo die Kriegsschiffe gemeinsam nach Venedig fuhren, wo sie gegen Jahresende ankamen.

#### Unterhändler am ungarischen, am kaiserlichen Hof in Wien (1353) und Mantua (1354)
Schon im Januar 1353 ging Corner zusammen mit Falier an den Hof König Ludwigs von Ungarn, der von Venedig die Rückgabe ganz Dalmatiens verlangte. Er drohte damit, sich mit Genua zu verbünden. Da es zu keiner Einigung kam, ersuchte Venedig seinerseits um päpstliche Intervention, aber auch die anderer christlicher Potentaten, wie etwa Karls IV. Corner und Falier wurden an den Hof des Kaisers entsandt, wo sie am 14. März 1353 an der Versammlung des Parlaments in Wien teilnahmen. Marco Corner kehrte noch im selben Monat nach Venedig zurück, wo er Bericht erstattete.
Im Oktober 1354 wurde Corner in eine Kommission gewählt, die aus fünf Savi bestand. Sie sollten neben anderen Aufgaben einen Monat lang die Ankunft des Kaisers in Venedig vorbereiten. Corner gehörte im November der Legation an, die den Kaiser in Mantua aufsuchte, wo auch über den Frieden mit Genua verhandelt wurde. Spätestens am 29. November kehrte Corner nach Venedig zurück, wo er das Collegio darüber in Kenntnis setzte, dass ein entsprechender Vertragsentwurf dem Kaiser vorgelegt worden war. Auch berichtete er im Senat über seine Mission.

#### Verschwörung des Dogen Marino Falier (1355), vier Tage Vizedoge
1355 lehnte er zum ersten Mal militärische Aufgaben ab. Am 23. Januar 1355 war er nämlich zum Capitano generale da Mar gewählt worden, doch lehnte er diese Aufgabe aus Krankheitsgründen ab. Er wurde durch Bernardo Giustinian ersetzt.
Als es zur Verschwörung des Marino Falier kam, hielt er sich in seinem Haus in San Felice auf, wo sich die Nobili trafen, um über Gegenmaßnahmen zu beraten. Nun wurde er für kurze Zeit Vizedoge zwischen dem Zeitpunkt der Hinrichtung Faliers und von dessen wichtigsten Anhängern, und der Wahl des neuen Dogen Giovanni Gradenigo, also zwischen dem 17. und dem 21. April 1355.

#### Podestà von Padua (1355–1356), Ungarn belagern Treviso, erfolglose Verhandlungen
Am 1. September 1355 übernahm Marco Corner zum zweiten Mal das Amt des Podestà von Padua, ein Amt, das er mindestens bis zum 13. Juni 1356 innehatte. Im Mai 1356 ging er als Gesandter nach Ungarn, diesmal gemeinsam mit Marino Grimani. Erneut unterrichtete er die Signoria über die Absichten König Ludwigs, der sich auf einen Angriff auf Venedig vorbereitete. Am 23. Juni wurde er in eine fünfköpfige Kommission für den Krieg gegen Ungarn gewählt, eine Woche später war er einer der Capi (Häupter) eines Rates der XXV, die den Kampf vorbereiten sollten. Als Treviso von den Ungarn belagert wurde, wurde Corner am 13. Oktober zum Signore von Padua, Francesco da Carrara entsandt, der den venezianischen Kräften den Durchmarsch durch sein Gebiet untersagte. Weder diese noch eine weitere Gesandtschaft konnte hierin etwas erreichen. Noch am 22. Oktober hielt sich Corner in Padua auf, um danach zurückzukehren.

#### Verhandlungen um das Reichsgebiet Treviso mit dem Kaiser (1359), Gefangenschaft in Senj (1360–1361)
Abermals klafft eine zeitliche Lücke in den Dokumenten. Im März 1358 wird Corner wieder in Venedig erwähnt, also nach dem Vertrag mit Ungarn. Diesmal gehörte er fünf Savi an, die für die baulichen Maßnahmen verantwortlich waren. 1359 gehörte er erneut einer Kommission an, diesmal von zehn Savi, die für eine Legalisierung der Inbesitznahme von Reichsgebiet beim Kaiser werben sollte, da man Treviso, auf Reichsgebiet gelegen, nach dem Scaligeri-Krieg besetzt hielt. Daher wurden Paolo Loredan, Andrea Contarini und Lorenzo Celsi an den kaiserlichen Hof entsandt, doch konnten sie dort nichts erreichen. Es folgte eine neue Gesandtschaft, nun bestehend aus Corner, Giovanni Gradenigo und wieder Lorenzo Celsi. Doch bald wurden Gradenigo und Corner zurückberufen.
Auf dem Rückweg nach Venedig wurden die beiden Gesandten im Januar 1360 auf habsburgischem Gebiet von Barbaro Regolo, dem Kastellan von Senj gefangen gesetzt. Dieser verlangte Rache für die Zerstörung eines seiner Kastelle durch die Venezianer während des Ungarnkrieges. In Venedig kam diese Nachricht am 26. Januar an. Es gelang im Geheimen Kontakt zu den Gefangenen aufzunehmen. Gleichzeitig protestierte man beim Kaiser und beim Herzog von Österreich. Doch die Verhandlungen zogen sich hin, so dass Corner erst im nächsten Jahr durch den Herzog befreit wurde. Zusammen mit Gradenigo kehrte er am 29. September 1361 zurück. Am 17. März 1362 stellte Corner den Antrag auf Gewährung der ihm als Gesandten zustehenden Zuwendungen auch für die Zeit seiner Gefangenschaft. Doch wurde dieser Antrag am 27. April mit einer einzigen Stimme Mehrheit abgelehnt, so dass die aufgelaufenen Schulden zu Corners Lasten gingen.

#### Verhandlungen im Krieg zwischen Visconti und dem Papst

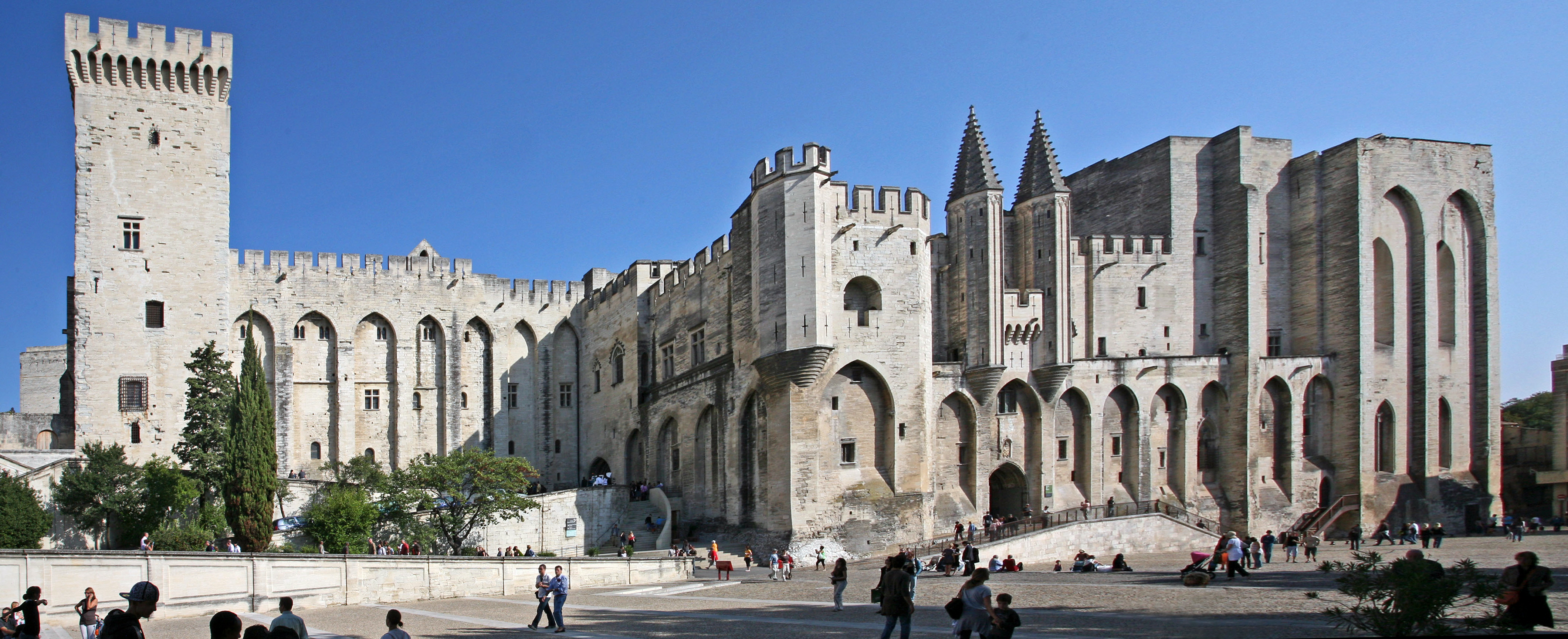
Papstpalast in Avignon, Residenz von 1335 bis 1430

Dennoch übernahm Corner in den nächsten Monaten das Amt eines Gesandten bei Kardinal Albornoz, um den Krieg zwischen den Visconti von Mailand und der Liga um den Papst zu beenden. Albornoz warf Venedig vor, die Visconti heimlich zu unterstützen und den Handel mit Mailand, trotz päpstlichen Verbots, weiterhin betrieben zu haben. Corner erreichte bei Albornoz, der entsprechende Prozesse anstrengte, nichts. Daraufhin nahm Corner Kontakt zu Niccolò Spinelli auf, der bei Albornoz intervenieren sollte. Dies geht aus einem Brief hervor, den Spinelli am 30. September 1362 von Cesena an Corner schrieb. Auch wenn Albornoz die Verfahren nicht einstellen wollte, versicherte Spinelli, dass dies kein Hindernis sein sollte.
Am 29. Januar 1363 ging Corner als Gesandter an den päpstlichen Hof in Avignon. Gemeinsam mit Pietro Trevisan und Maffeo Emo sollte er dem neuen Papst Urban V. Glückwünsche zu seiner Wahl übermitteln. Bereits am 14. Januar war Corner zum Prokurator von San Marco de supra gewählt worden.

#### Aufstand auf Kreta (ab 1363)

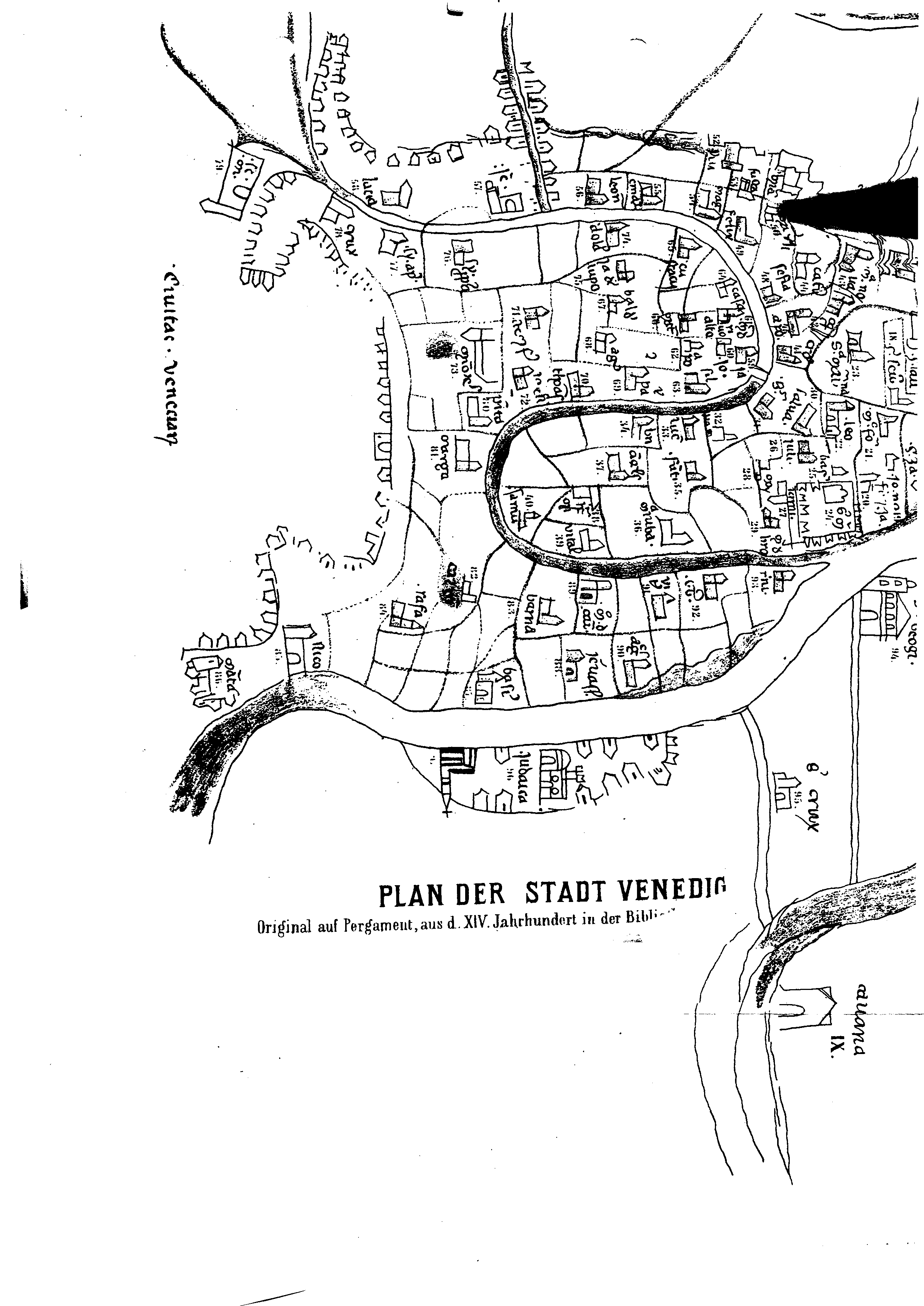
Faksimile eines Planes der Stadt Venedig aus dem 14. Jahrhundert mit Blick nach Osten

Doch im Frühjahr 1364 übernahm Corner neue militärische Aufgaben, da er vom Senat, dem Consiglio dei Pregadi, als einer der fünf Provveditori bestimmt wurde, den Aufstand auf Kreta niederzuschlagen. Doch lehnte Corner dies ab, wie er auf das Evangelium schwor, aus Gesundheitsgründen. So jedenfalls berichtet der Chronist Caroldo. Infolgedessen wurde er durch Giovanni Mocenigo ersetzt.
Wenig später war er einer der drei Savi, die der Senat ernannte, um den Krieg zwischen dem Herzog von Österreich und dem Patriarchen von Aquileia zu beenden.

#### Wahl zum Dogen (21. oder 22. Juli 1365)
Nach dem Tod des Dogen Lorenzo Celsi am 18. Juli 1365 saß Corner unter den 41 Elektoren. Er wurde am 21. oder 22. Juli zum Dogen bestimmt. Er erhielt im üblichen mehrstufigen Verfahren 25 der 41 Stimmen. Seine Widersacher, unterstützt durch Giovanni Dolfin, den Befürworter des Giovanni Foscarini, hielten ihm sein Alter, seine Armut, seine freundschaftlichen Kontakte zu auswärtigen Potentaten und auch die bescheidene Herkunft seiner Ehefrau vor. Corner gelang es, deren Gründe zu widerlegen. Schon zuvor hatte er sich gegen seinen späteren Nachfolger Andrea Contarini durchgesetzt.

### Das Dogenamt
Corner starb am 13. Januar 1368. Während seiner Amtszeit verlor Venedig die Inseln Chios, Lesbos und das kleinasiatische Phokea an Genua, das auch Venedig auch seine Ansprüche auf Zypern und auf Siedlungen auf der Krim streitig machte.
Andererseits gelang es, die Handelsbeziehungen mit Ägypten, die seit 1356 unterbrochen waren, wieder aufzunehmen. Am 28. Juni 1367 hob Papst Urban V. ein entsprechendes Verbot wieder auf.

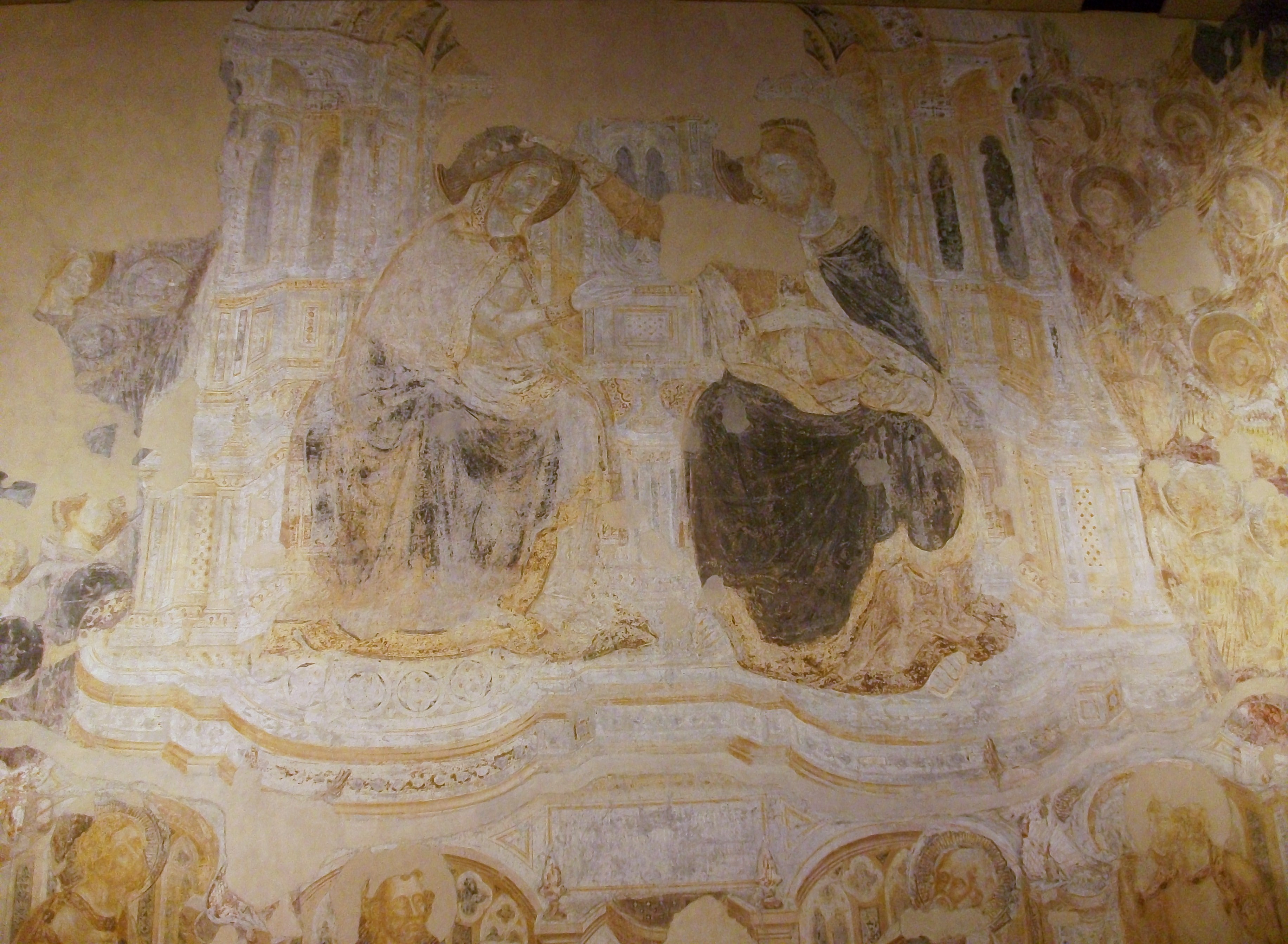
Überreste des gewaltigen Freskos, das Guariento di Arpo ab 1365 schuf

Als Baumaßnahme veranlasste Corner die Errichtung der Seefassade des Dogenpalastes. Auch wurde der Saal des Großen Rates ausgeschmückt. Marin Sanudo erwähnt, dass unter Corner die Dogenporträts im Saal des Großen Rates angefertigt wurden. Diese wurden allerdings später durch den Brand von 1577 zerstört und durch die heute dort befindlichen Porträts ersetzt. Diese ältere Bilderserie muss sehr schnell ausgeführt worden sein, denn bereits 1366 ordnete der Senat die Verhüllung des Porträts an, das zu dieser Zeit Marino Falier darstellte.
Vom Brand verschont wurden auch nicht die umfangreichen Fresken an den Wänden, von denen sich das Paradiesbild über die gesamte Stirnseite des Großen Saals erstreckte. Diese erste Ausschmückung, die unter Corner veranlasst worden war, stammte von Guariento di Arpo. Doch dieses Werk war durch das Feuer so stark zerstört worden, dass es aufgegeben werden musste. Es wurde durch das Paradiesbild des Jacopo Tintoretto übermalt. Reste des Guariento-Freskos wurden 1903 entdeckt und 1995 bis 1996 restauriert; sie befinden sich in der Sala dell‘Armamento.

## Bilder, Grabmal
Eine Vorstellung vom Aussehen des Dogen gibt sein Grabmal, aber auch eine Initiale in der Chronik des Rafaino de’ Caresini (Cod. Marc. It. VII 770 (coll. 7795), f. 11v). Dieser Kodex enthält die volkssprachliche Fassung der Chronik des einstigen Großkanzlers. Nach Vittorio Lazzarini entstand dieses Werk zwischen  1383 und 1386. Eine Büste des Marco Corner befindet sich in der Capella Corner in der venezianischen Kirche San Nicola da Tolentino.

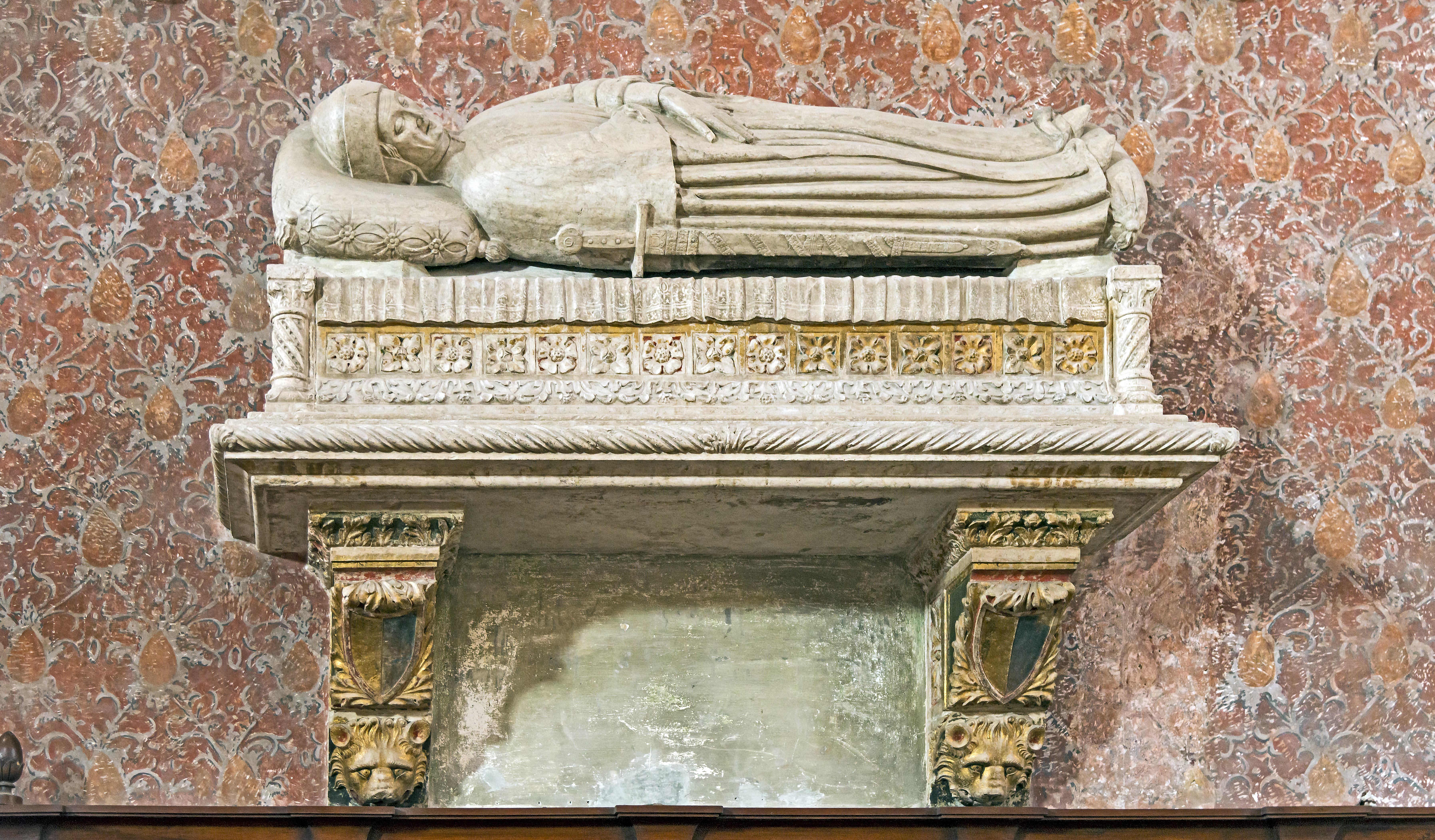
Sein Grab in San Zanipolo

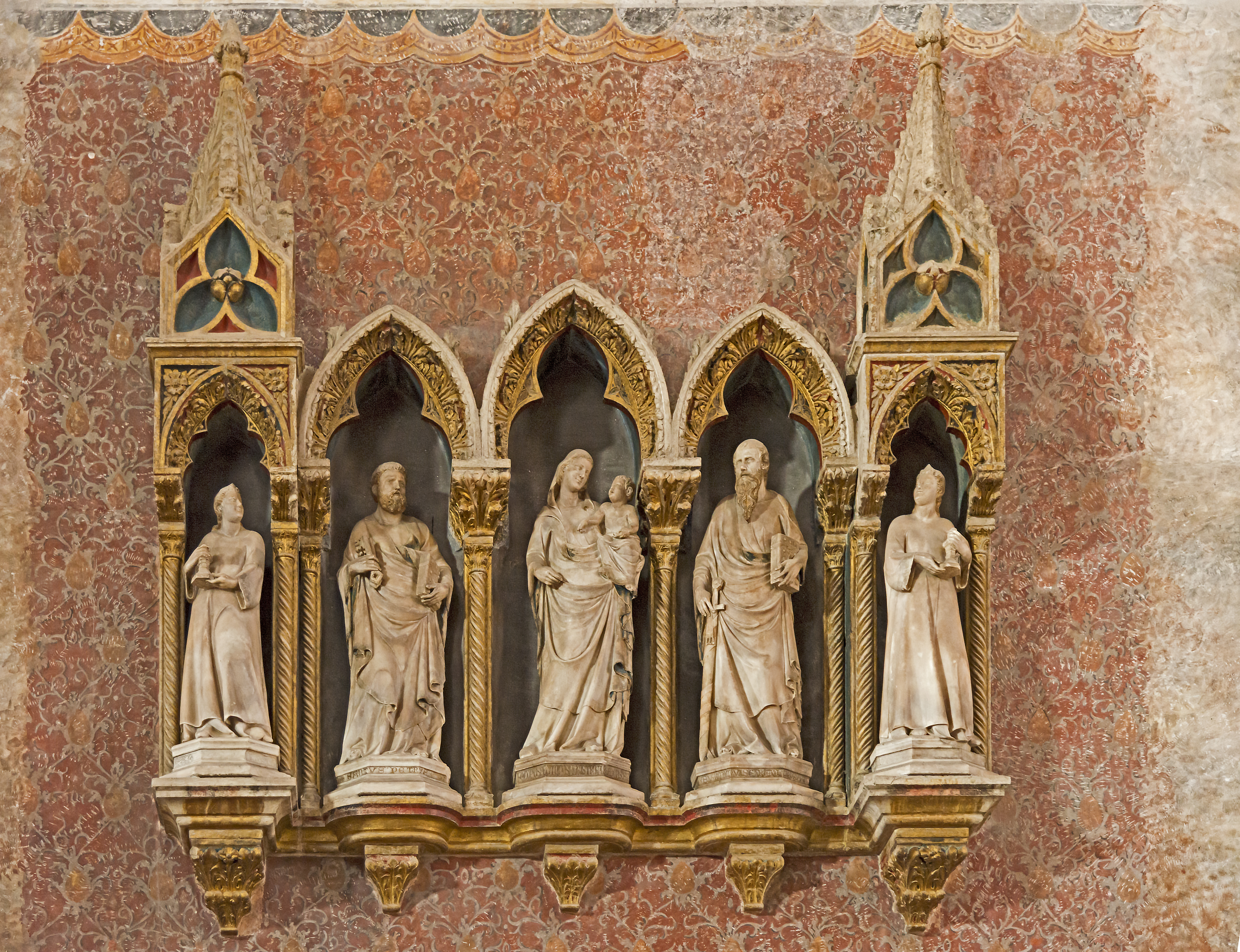
Statuen von Nino Pisano über dem Grabmal Corners

Auf seinen eigenen Wunsch wurde er in der Kirche San Zanipolo beerdigt.
Das Wandgrabmal befindet sich im dortigen Presbyterium. Es ist mit verschiedenen Skulpturen geschmückt, unter anderen mit einer aus Florenz importierten Statue einer Madonna mit Kind des Nino Pisano (um 1315–1370).